# Ottawa
Ottawa (/ˈɔttawa/; in inglese /ˈɑːtəwə/, in francese: /ɔtaˈwa/) è la capitale federale del Canada, situata sulla sponda meridionale del fiume Ottawa, nell'omonima valle nella provincia dell'Ontario, al confine orientale con la provincia del Québec. Per popolazione è la quarta città nazionale dopo Toronto, Montréal e Calgary, se si esclude la popolazione della "Grande Vancouver", ed è anche quarta come area metropolitana, insieme alla città di Gatineau in Québec, situata sulla sponda settentrionale del fiume Ottawa. La città è il risultato della fusione nel 2000 della vecchia città di Ottawa con dieci municipalità limitrofe. Nel 2021 Ottawa contava 1 017 449 abitanti (1.146.790 nell'area metropolitana cittadina).
In Canada non esiste un distretto federale della capitale; Ottawa è pertanto solo una municipalità all'interno della sua provincia. Ma, sebbene non rappresenti un separato distretto amministrativo, è parte della National Capital Region, che include al suo interno oltre alla città anche la municipalità di Gatineau. Ottawa è gestita da un consiglio cittadino formato da 24 membri: 23 rappresentanti delle circoscrizioni più un sindaco. L'attuale sindaco di Ottawa è Mark Sutcliffe.
Ottawa è distante 400 km da Toronto e 200 km da Montréal.
La città basa la sua economia sulle attività dei ministeri, del governo federale e del Parlamento del Canada, ma un consistente segmento della forza lavoro è occupato nei settori dell'alta tecnologia e del turismo.

## Storia

### Le origini
La regione di Ottawa è stata per lungo tempo abitata da popolazioni native che facevano parte degli Algonchini, gli Odawa. Essi chiamavano il fiume Kichi Sibi o Kichissippi, che significa grande fiume.
Il primo insediamento europeo nella regione fu quello del colono statunitense Philemon Wright, che avviò una comunità sulla sponda nord del fiume Ottawa, l'attuale Gatineau, nel 1800. Wright scoprì che era possibile trasportare il legname per mezzo del fiume dalla Valle dell'Ottawa fino a Montréal e la zona ben presto si sviluppò grazie al commercio del legname.
Negli anni successivi alla guerra anglo-americana, oltre al ricongiungimento delle famiglie dei militari presenti in città, il governo incentivò l'immigrazione, soprattutto di irlandesi. Essi, insieme ai franco-canadesi del Québec, rappresentarono il grosso dei lavoratori coinvolti nel progetto del Canale Rideau e nel boom del commercio del legname.
La popolazione della regione crebbe in maniera significativa quando il canale fu completato dal colonnello John By nel 1832. Il canale era destinato a fornire un sicuro collegamento tra Montréal e Kingston sul Lago Ontario, by-passando il tratto del fiume San Lorenzo sul confine con lo Stato di New York.
Nel 1828 la cittadina che conta circa 1 000 abitanti prende il nome del suo fondatore divenendo Bytown, che diventerà presto il centro dell'industria boschiva del Canada. Nel 1855 prende il nome attuale di Ottawa, in onore ai nativi algonchini che abitavano la zona.

### Ottawa come capitale

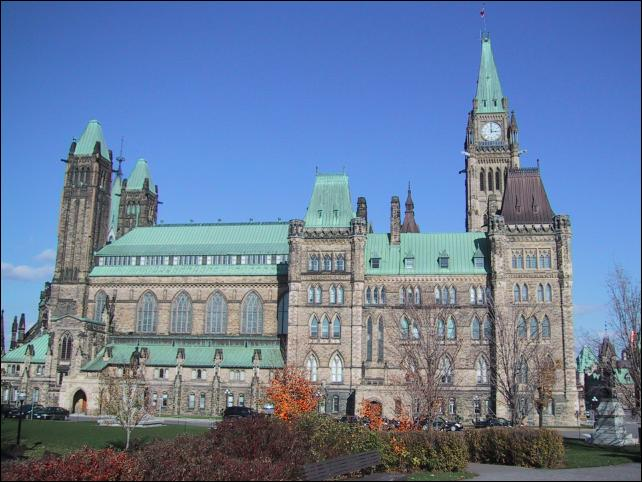
Il Parlamento del Canada

Il 31 dicembre 1857 la regina Vittoria fece cadere su Ottawa la scelta sulla città che sarebbe divenuta capitale della Provincia del Canada (al tempo solo Québec e Ontario).
Le ragioni della scelta furono molteplici: Ottawa rappresentava l'unico importante insediamento posto sul confine tra Canada Orientale e Occidentale, il che la rendeva l'ideale compromesso tra le due colonie e i loro popoli, l'uno di lingua prevalentemente francese e l'altro di lingua inglese. La guerra anglo-americana aveva poi dimostrato come fossero vulnerabili le grandi città a un attacco americano, in quanto poste tutte molto vicine al confine, mentre Ottawa allora era circondata da una fitta foresta e sufficientemente distante dagli Stati Uniti d'America.
In più la città era posta quasi a metà strada tra Toronto e Québec City (circa 500 km), e le sue piccole dimensioni rendevano meno probabile che si creassero assembramenti di gente politicamente motivata che andasse a distruggere gli edifici governativi, come era accaduto nel caso di precedenti capitali canadesi. Il fiume Ottawa e il canale Rideau rappresentavano poi un utile collegamento verso Kingston e Montréal, senza per forza dovere passare lungo il confine con gli USA.
Gli originali edifici del Parlamento vennero distrutti da un incendio il 3 febbraio 1916, la Camera dei Comuni e il Senato vennero temporaneamente trasferiti nella più recente costruzione del Victoria Memorial Museum, l'attuale Museo di Scienze Naturali canadese, che si trovava a circa un chilometro più a sud. Un nuovo complesso fu completato nel 1922 con al centro una dominante struttura in stile gotico conosciuta come la Peace Tower, che è diventata nel tempo un emblema della città.
Nel 2001 la vecchia città di Ottawa (nel 2005 si stimano 350 000 abitanti) è stata unificata con i vicini sobborghi di Nepean (135 000 abitanti), Kanata (85.000), Gloucester (120.000), Rockcliffe Park (2.100), Vanier (17.000) e Cumberland (55.000), oltre alle municipalità rurali di West Carleton (18.000), Osgoode (13.000), Rideau (18.000) e Goulbourn (24.000).
Il 22 ottobre 2014 Ottawa fu sede di un attentato terroristico al Parlamento nel quale persero la vita un soldato dell'esercito, di guardia d'onore al Monumento i caduti, e l'attentatore.

## Clima
| Ottawa              | Mesi  | Mesi  | Mesi | Mesi | Mesi | Mesi | Mesi | Mesi | Mesi | Mesi | Mesi | Mesi  | Stagioni | Stagioni | Stagioni | Stagioni | Anno |
| Ottawa              | Gen   | Feb   | Mar  | Apr  | Mag  | Giu  | Lug  | Ago  | Set  | Ott  | Nov  | Dic   | Inv      | Pri      | Est      | Aut      | Anno |
| ------------------- | ----- | ----- | ---- | ---- | ---- | ---- | ---- | ---- | ---- | ---- | ---- | ----- | -------- | -------- | -------- | -------- | ---- |
| T. max. media (°C)  | −6,1  | −4,2  | 1,7  | 10,7 | 18,5 | 23,6 | 26,3 | 24,9 | 19,8 | 13,1 | 5,1  | −3,3  | −4,5     | 10,3     | 24,9     | 12,7     | 10,8 |
| T. min. media (°C)  | −15,3 | −14,0 | −7,5 | 0,5  | 7,0  | 12,4 | 15,0 | 13,9 | 9,6  | 3,9  | −1,6 | −10,9 | −13,4    | 0,0      | 13,8     | 4,0      | 1,1  |
| Precipitazioni (mm) | 57    | 54    | 59   | 65   | 73   | 82   | 83   | 84   | 82   | 73   | 79   | 77    | 188      | 197      | 249      | 234      | 868  |

## Geografia antropica

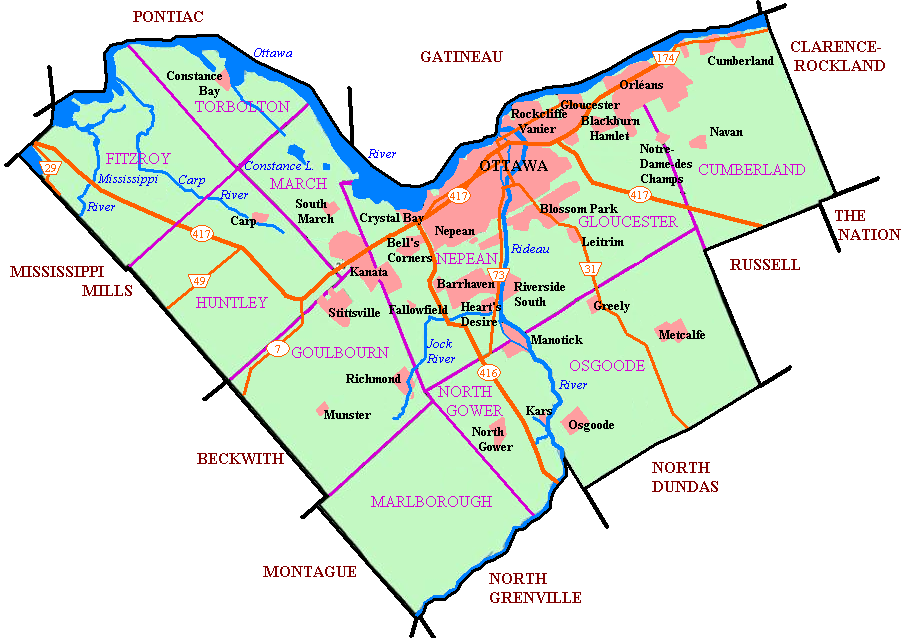
Mappa di Ottawa che mostra l'area urbana e le città storiche

Con la riforma amministrativa del 2001 diversi comuni furono soppressi e inglobati nella città di Ottawa.
Nell'area urbana principale confluirono gli ex comuni di Gloucester, Nepean, Vanier, il villaggio di Rockcliffe Park e le comunità di Blackburn Hamlet e Orléans. Nell'area di Kanata il comune di Kanata e il villaggio di Stittsville. L'area di Nepean comprende anche Barrhaven. Dalla riva opposta del fiume Rideau furono inoltre compresi nei nuovi confini cittadini Manotick, Riverside South e Greely, situati sulla riva opposta del fiume Rideau.

### Città vecchia di Ottawa

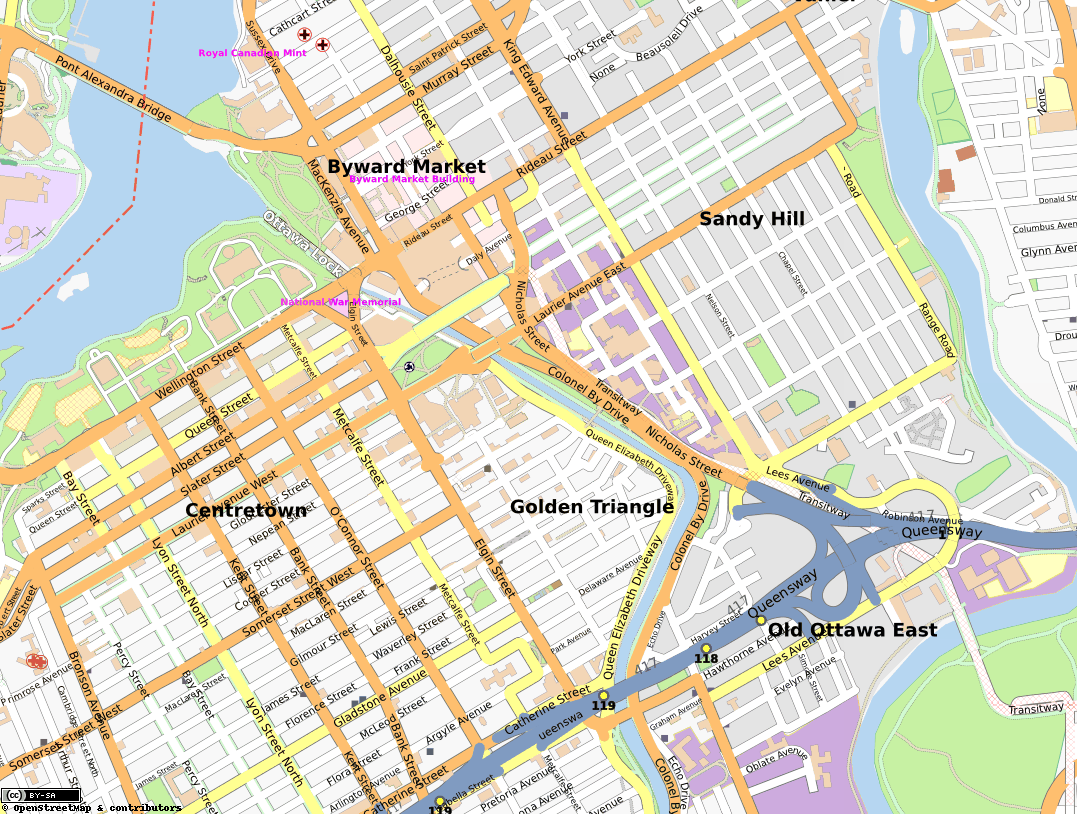
Map of the east-end of Downtown Ottawa

Central Ottawa
| Byward Market   | Centretown       | Centretown West | Downtown   |
| The Glebe       | Golden Triangle  | Lebreton Flats  | Lower Town |
| Old Ottawa East | Old Ottawa South | Sandy Hill      |            |

East end
| Castle Heights | Robillard Quarries | Quarries   | Forbes                  |
| Lees Avenue    | Lindenlea          | Manor Park | New Edinburgh           |
| Overbrook      | Rockcliffe Park    | Vanier     | Viscount Alexander Park |

South end
| Airport-Uplands  | Alta Vista      | Billings Bridge | Confederation Heights |
| Ellwood          | Elmvale Acres   | Greenboro       | Hawthorne Meadows     |
| Heron Gate       | Heron Park      | Hunt Club       | Hunt Club Chase       |
| Hunt Club Estate | Hunt Club Park  | Riverside Park  | Riverside South       |
| Riverview        | Hunt Club Woods | Mooney's Bay    | Sheffield Glen        |
| South Keys       |                 |                 |                       |

West end
| Ambleside        | Bel-Air Heights  | Bel-Air Park      | Braemar Park            |               |
| Britannia        | Britannia Bay    | Britannia Heights | Carlington              |               |
| Civic Hospital   | Carleton Heights | Central Park      | Copeland Park           |               |
| Courtland Park   | Glabar Park      | Hampton Park      | Highland Park           |               |
| Hintonburg       | Kenson Park      | Island Park       | McKellar Heights        | McKellar Park |
| Mechanicsville   | Lincoln Heights  | Ottawa West       | Queensway Terrace North |               |
| Michelle Heights | Qualicum         | Queensway         | Rideau View             |               |
| Redwood          | Tunney's Pasture | Westboro          | Woodpark                |               |
| Woodroffe North  | Whitehaven       |                   |                         |               |

## Cultura e turismo

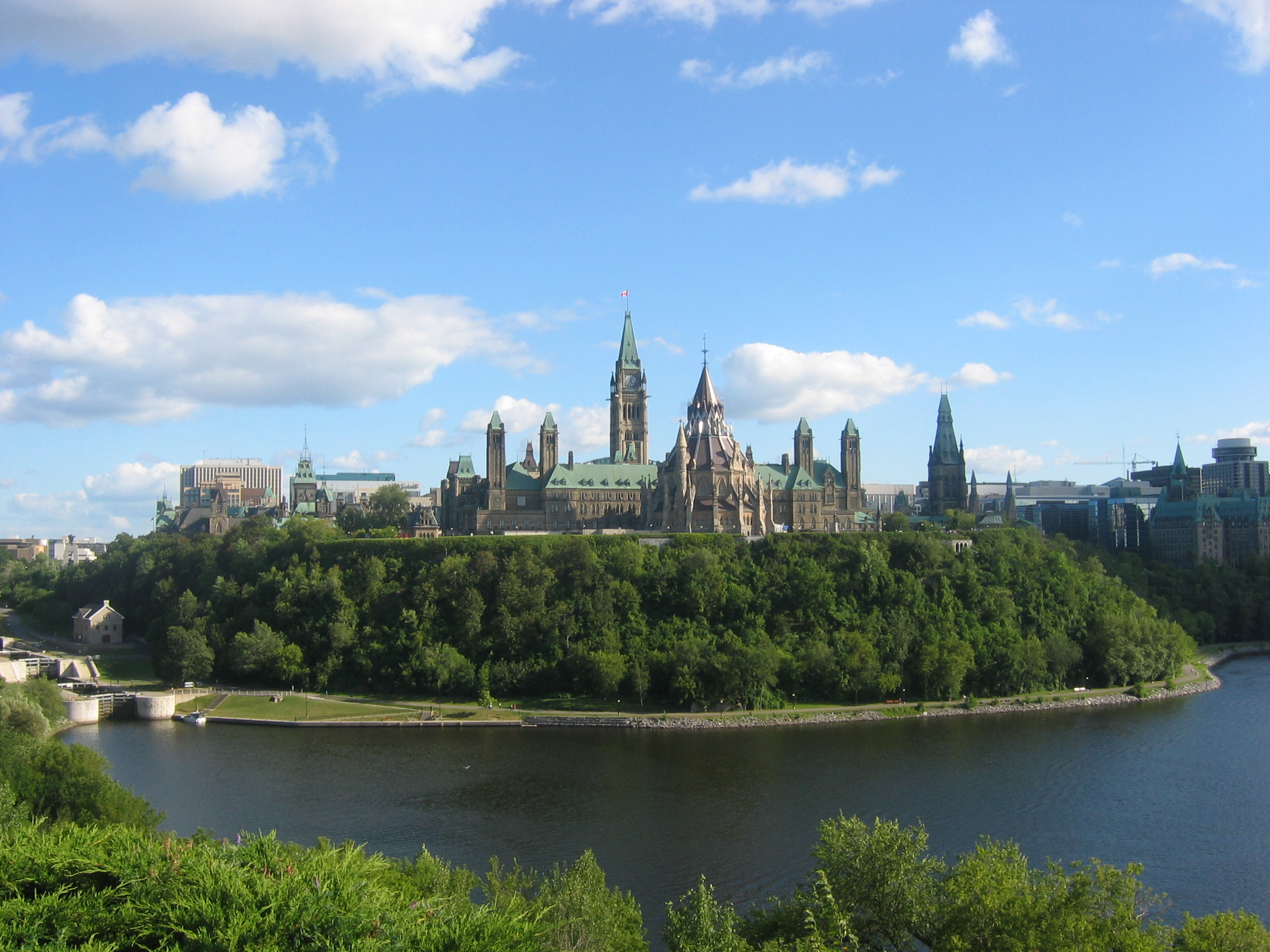
La collina del Parlamento Canadese, Ottawa

Tra le sue maggiori attrazioni vi è senz'altro la cosiddetta collina del Parlamento (Parliament Hill), dove si riuniscono camera e senato, nonché il quartiere centrale, conosciuto come ByWard Market. A Ottawa, ogni primo luglio, si svolgono inoltre i festeggiamenti principali del Canada Day, la festa nazionale canadese, in cui si celebra la promulgazione della costituzione del paese nordamericano.
Ottawa si trova esattamente al confine con la municipalità di Gatineau, nel francofono Québec, da cui è divisa dal fiume che prende il nome della città capitale, e assieme a cui supera il milione di abitanti; ciò si rispecchia anche nella vita di tutti i giorni, con un forte bilinguismo che ne è senz'altro un elemento particolarmente caratterizzante: anche se ufficialmente Ottawa non è bilingue, la popolazione residente è per il 50% di madrelingua inglese e per il 32% di madrelingua francese.
A oggi Ottawa si sta espandendo anche come importante metropoli commerciale e direzionale, nonché nelle nuove tecnologie e nell'informatica, con la Corel avente il proprio quartier generale proprio nella capitale.
«L'Orpheus» Musical Theatre opera a Ottawa dal 1906. È la seconda organizzazione teatrale più longeva del Nord America .

### Università
Ottawa è sede di due università, la Università di Ottawa e la Carleton University.

### Biblioteche e archivi
A Ottawa ha sede la Library and Archives Canada che riunisce la biblioteca nazionale e l'archivio di stato del Canada.

### Musei
- National Gallery of Canada
- Canada Science and Technology Museum
- Ottawa - Canadian Museum of Nature, su urbanfile.org. URL consultato il 4 giugno 2012 (archiviato dall'url originale il 17 agosto 2013).
- Humanics

## Infrastrutture e trasporti
La città è servita dall'Aeroporto Internazionale di Ottawa-Macdonald-Cartier, della stazione ferrovia Stazione di Ottawa e da una rete tranviaria denominata O-Train.

## Amministrazione

### Gemellaggi
- Il Cairo, dal 1989[7]
- Pechino, dal 1999[8].
- Catania, dal 2002

## Sport
Le seguenti società sportive hanno sede a Ottawa:
- Ottawa Senators, hockey su ghiaccio
- Ottawa Redblacks, football canadese
- Ottawa Lynx, baseball
- Ottawa Fury FC, calcio, sciolta nel 2019
- Ottawa Harlequins, rugby a 15
- Atletico Ottawa in Canadian premier league.
- Ottawa Black Bears, lacrosse (NLL)